# Sechemchet
Sechemchet – władca starożytnego Egiptu z III dynastii, prawdopodobnie syn Dżesera.

## Lata panowania
- 2670–2663 p.n.e. (Kwiatkowski 2002 ↓ )
- 2700–2695 p.n.e. (Schneider 2001 ↓ )

Panował krótko, prawdopodobnie nie dłużej jak 6 lat. O jego panowaniu nie wiemy właściwie nic. Dwa zachowane reliefy z kopalni turkusów w Wadi Maghara na zachodzie Synaju, jedyne zabytki spoza kręgu grobowego tego panującego, które go wymieniają, pokazują go w tradycyjnym ujęciu jako władcę zadającego cios pokonanym wrogom. 
Sechemchet został pochowany w nieukończonym grobowcu – piramidzie w Sakkarze, położonym na południowy zachód od piramidy swojego ojca Dżesera. Na południe od swej piramidy wybudował mastabę, w której znaleziono szkielet dziecka, prawdopodobnie syna Sechemcheta.
Piramida Sechemcheta była wzorowana na piramidzie Dżesera, niewykluczone, że twórcą jej był również Imhotep. W momencie odkrycia w 1954 r. liczyła zaledwie 7 metrów, ukończonej wysokości jednak nie znamy, gdyż piramida w okresie po przerwaniu budowy była wykorzystywana jako kamieniołom. Jej podstawa wynosi 120 na 120 m, a miała wznosić się prawdopodobnie na wysokość około 70 m (co odpowiadałoby 7 stopniom). Otaczający ją mur mający początkowo 185 na 262 m został następnie powiększony do rozmiarów kompleksu grobowego Dżesera. Komora grobowa znajduje się na końcu 80 metrowego korytarza. W momencie odkrycia zawierała zapieczętowany, alabastrowy sarkofag, który po otwarciu okazał się pusty. W grobowcu odnaleziono również depozyt fundacyjny i skarb złożony z: 21. złotych naramiennic i bransolet, złotej muszli, okładziny berła, 100. złotych i 400. fajansowych paciorków oraz igły i szczypców z elektronu. Skarb ten stanowi najstarszy tak bogaty, znany zbiór biżuterii egipskiej.